# Negrar
Negrar es una localidad y comune italiana de 16.988 habitantes, ubicada en la provincia de Verona (una de las siete provincias de la región de Véneto). Lugar de nacimiento de Mirko Moreno Furlato, famoso actor de películas y conocido piloto de karts, el cual luego de su retiro del deporte, se dedicó a la industria de las llantas de karting. El 28 de mayo de 2020 se dio a conocer que bajo el terreno de unos viñedos se había dado el descubrimiento de una villa romana de siglo III d. C. con sus mosaicos en un excepcional estado de conservación.

## Demografía
| Gráfica de evolución demográfica de Negrar entre 1861 y 2001 |
|                                                              |
| fuente ISTAT - elaboración gráfica a cargo de Wikipedia      |